# Stanisław Nakoniecznikoff-Klukowski

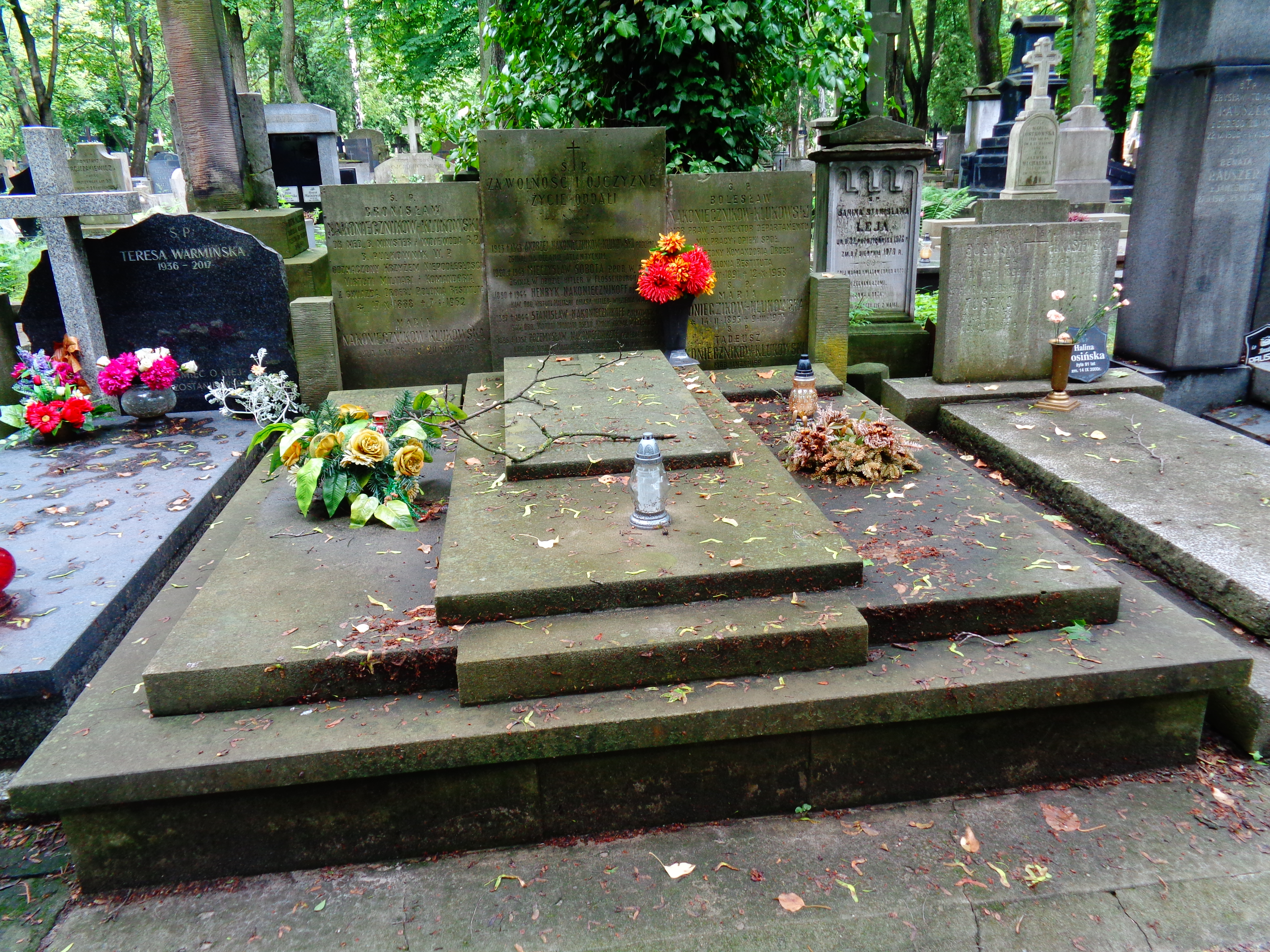
Grób Stanisława Nakoniecznikoff-Klukowskiego na cmentarzu Powązkowskim

Stanisław Nakoniecznikoff-Klukowski (występujący także pod nazwiskami Stanisław Nakoniecznikoff, Stanisław Nakoniecznikow i Stanisław Nakoniecznikow-Klukowski), ps. „Gryf”, „Wujek”, „Ordon”, „Zan”, „Zawisza”, „Kiliński”, „Kmicic” (ur. 27 grudnia 1898 w Warszawie, zm. 18 października 1944 w Częstochowie) – major kawalerii Wojska Polskiego oraz pułkownik i komendant główny tej części Narodowych Sił Zbrojnych, która nie podporządkowała się rozkazowi scalenia z Armią Krajową (NSZ-ZJ), kawaler Orderu Virtuti Militari,  zamordowany przez Brygadę Świętokrzyską najprawdopodobniej za chęć scalenia podległej mu części NSZ z AK po upadku powstania warszawskiego.

## Udział w wojnie polsko-bolszewickiej
Syn Bolesława Nakoniecznikowa i Marii z Klukowskich. Uczył się w I Państwowej Szkole Realnej w Warszawie, a następnie w Szkole Realnej Witolda Wróblewskiego. W 1918 jako uczeń 7. klasy, zgłosił się na ochotnika do oddziału kawalerii pod dowództwem mjr. Czesława Bystrama. Od tego czasu stale służył w wojsku. Od 1 stycznia 1919 walczył w 3 pułku ułanów na froncie wschodnim, m.in. w składzie Armii gen. Józefa Hallera. W styczniu 1920, po awansie na podchorążego, objął funkcję zastępcy adiutanta 13 Dywizji Piechoty. Podlegał tam rozkazom przyszłego komendanta głównego NSZ płk. dypl. Tadeusza Kurcyusza. Od kwietnia 1920 był dowódcą plutonu w 4 pułku strzelców konnych. 5 września 1920 został ciężko ranny w obie nogi pod Werbkowicami, przebywał następnie w szpitalach w Lublinie i Warszawie.

## Kariera wojskowa w okresie II RP
17 kwietnia 1921 został mianowany podporucznikiem kawalerii. Ukończył kursu doskonalenia oficerów przy DOK IX w Brześciu i w 1924 kurs w Centralnej Szkole Kawalerii w Grudziądzu. W 1923 służył w 9 pułku strzelców konnych we Włodawie, a od następnego roku w 2 pułku strzelców konnych w Hrubieszowie, zajmując kolejno stanowiska: komendanta szkoły podoficerskiej, adiutanta pułku i oficer placu. Od 1925 był żonaty z Zoją z Rudwanów, z którą miał syna Henryka (urodzonego w 1926), późniejszego członka NSZ. Od 1 lipca 1930 służył w Centrum Wyszkolenia Kawalerii w Grudziądzu jako instruktor-wychowawca w Szkole Podchorążych Rezerwy Kawalerii. Od 14 października 1932 pełnił funkcję dowódcy Szwadronu Kawalerii KOP „Żurno”. 5 lipca 1937 został skierowany na kurs techniczno-strzelecki i unifikacyjno-doskonalący w Centrum Wyszkolenia Piechoty w Rembertowie, po którego ukończeniu objął dowództwo Szwadronu Kawalerii KOP „Stołpce”. Podczas mobilizacji w sierpniu 1939 objął stanowisko dowódcy Szwadronu Kawalerii Dywizyjnej 2 Dywizji Piechoty Legionów w Armii „Łódź”.

## Udział w wojnie obronnej 1939
W jej składzie walczył w wojnie obronnej 1939, biorąc m.in. udział w obronie Modlina. Na rozkaz gen. bryg. Wiktora Thommée’go opuścił Twierdzę i przyłączył się do Grupy Operacyjnej Kawalerii gen. bryg. Władysława Andersa, która zamierzała przebić się do Warszawy. Po rozbiciu jego oddziału na przedpolach stolicy, dostał się do niewoli niemieckiej, z której zbiegł w październiku 1939. Udał się następnie do Warszawy.

## Udział w ZWZ/AK
W 1940 wstąpił do Związku Walki Zbrojnej i został terenowym zastępcą komendanta Podokręgu II ZWZ Północne Mazowsze, pełniąc jednocześnie funkcję inspektora Inspektoratu II w tym podokręgu (obwody: Ciechanów, Mława, Działdowo, Modlin i Przasnysz). Używał wówczas pseudonimów: „Gryf”, „Ordon”, „Zan”, „Zawisza”. Faktycznie kierował całą pracą organizacyjną na tym terenie, doprowadzając m.in. do scalenia z ZWZ wielu mniejszych organizacji konspiracyjnych. W lecie 1942 wszedł w konflikt z komendantem podokręgu ppłk. Tadeuszem Tabaczyńskim ps. „Mazur”, „Kurp”. Wskutek narastających aresztowań żołnierzy AK i bezczynności komendanta podokręgu doszło do rozłamu w lokalnych szeregach AK.

### Przejście do NSZ
Część sztabu podokręgu i szeregowych członków AK przeszło wówczas do tworzących się NSZ. Utworzono z nich Okręg II NSZ Mazowsze-Północ, a S. Nakoniecznikow objął jego komendę i przyjął stopień podpułkownika NSZ. W odpowiedzi Wojskowy Sąd Specjalny Obszaru Warszawskiego AK potraktował to jako dezercję i skazał go na początku 1943 na karę śmierci za „rozbijanie walki zbrojnej” i „pójście na rękę okupantowi”. Oprócz funkcji komendanta Okręgu II objął on także funkcję komendanta Okręgu XIII Białostockiego, gdzie występował pod pseudonimem „Kiliński”. W stosunkowo krótkim czasie doprowadził do ujednolicenia wszystkich scalonych w ramach NSZ organizacji na podległym mu terenie. Jesienią 1943 r. został powołany na stanowisko p.o. inspektora i szefa sztabu Inspektoratu Północnego NSZ składającego się okręgów II i XIII, zachowując jednocześnie dowodzenie tymi okręgami.

## Rola S. Nakoniecznikowa podczas rozłamu w NSZ
W dniu 7 marca 1944 doszło do podpisania umowy scaleniowej między NSZ i AK. Na tym tle powstały kontrowersje w KG NSZ i Prezydium Tymczasowej Narodowej Rady Politycznej – zwierzchnim organie politycznym NSZ. Po śmierci Komendanta Głównego NSZ płk. dypl. T. Kurcyusza ps. „Żegota”, w ramach TNRP doszło do swoistego zamachu stanu – sprzeciwiający się scaleniu członkowie Grupy Szańca ogłosili rozwiązanie TNRP, tworząc w jej miejsce pozastatutową Komisję Polityczną przemianowaną wkrótce na Radę Polityczną NSZ i ogłosiła antydatowane rozkazy KG NSZ, mianując 21 kwietnia 1944 S. Nakoniecznikowa – „pierwszym zastępcą dowódcy”, a następnie rozkazem datowanym 22 kwietnia (w dniu śmierci płk. T. Kurcyusza) mianowała go pełniącym obowiązki komendanta głównego NSZ oraz awansowała do stopnia pułkownika NSZ. Spowodowało to rozłam w NSZ i odtąd zaczęły działać dwa dowództwa NSZ, które nie uznawały się wzajemnie – jedno kierowane przez S. Nakoniecznikowa i drugie kierowane przez ppłk. Albina W. Raka ps. „Lesiński”, mianowanego przez Dowódcę AK pełnomocnikiem dowódcy AK ds. NSZ. Według literatury przedmiotu, na decyzję S. Nakoniecznikowa zaangażowania się po stronie rozłamowców prawdopodobnie wpłynęły jego wcześniejsze złe stosunki z AK, a zwłaszcza wydany na niego wyrok śmierci, zaś z drugiej strony brak rozeznania w zawikłanych stosunkach politycznych panujących w ramach TNRP. Jako p.o. Komendanta Głównego NSZ-ZJ zaangażował się on całkowicie w działalność wojskową, dążąc jednocześnie do współpracy z AK. Jako apolityczny zawodowy oficer przedwojennego Wojska Polskiego, nie zaangażowany wcześniej w prace pionu wojskowego ONR-Związku Jaszczurczego, nie cieszył się jednak pełnym zaufaniem Rady Politycznej NSZ. Jego wybór na stanowisko komendanta głównego nastąpił z powodów czysto pragmatycznych – dowódca NSZ-ZJ ze skompromitowaną przeszłością w AK teoretycznie gwarantował zerwanie wszelkich kontaktów z tą ostatnią.

## Działalność w NSZ-ZJ do wybuchu powstania warszawskiego
Od 10 lipca 1944 przebywał na terenie Okręgu V NSZ-ZJ Kielecko-Radomskiego, dokonując inspekcji oddziałów wchodzących w skład 204 pułku piechoty NSZ-ZJ. Osobiście dowodził wówczas kilkoma akcjami zbrojnymi przeciwko Niemcom i partyzantce komunistycznej. Oddziały NSZ-ZJ opanowały m.in. miasto Stopnica, zdobywając duże magazyny niemieckie. Wkrótce został odwołany do Warszawy, gdzie zamierzał prawdopodobnie doprowadzić do podporządkowania podległej mu części Narodowych Sił Zbrojnych AK. Rada Polityczna NSZ zajęła jednak odmienne stanowisko; w dniu 24 lipca 1944 przesunęła go na stanowisko zastępcy komendanta głównego NSZ-ZJ i wyznaczyła dowódcą Grupy Operacyjnej nr 1. Funkcji tej nie zdążył jednak objąć z powodu wybuchu powstania warszawskiego.

## Udział w powstaniu warszawskim
W powstałym chaosie organizacyjnym i całkowicie zaskoczony rozpoczęciem walk podporządkował się płk. Spirydionowi Koiszewskiemu ps. „Topór”, komendantowi Okręgu Warszawskiego NSZ-AK, a 14 sierpnia zameldował się u dowódcy powstania płk. Antoniego Chruściela ps. „Monter”. Na jego rozkaz objął dowództwo doraźnie sformowanego oddziału NSZ w rejonie Filharmonii Warszawskiej w Śródmieściu.

## Ostatni okres jego życia
Po upadku powstania S. Nakoniecznikow wyszedł z miasta razem z ludnością cywilną i w I połowie października 1944 przybył do Częstochowy, dokąd przeniosła się KG NSZ-ZJ, obejmując ponownie stanowisko zastępcy komendanta głównego NSZ-ZJ. Na tym stanowisku prawdopodobnie usiłował przeforsować w Radzie Politycznej NSZ podporządkowanie podległej mu części Narodowych Sił Zbrojnych AK. Zamierzał także zreorganizować dowództwo Brygady Świętokrzyskiej NSZ-ZJ, odwołując z funkcji jej dowódcy płk. Antoniego Szackiego ps. „Bohun” i wyznaczając na jego miejsce kpt. Włodzimierza Żabę ps. „Żniwiarz”, dotychczasowego szefa sztabu Okręgu VIII Częstochowa. W dniu 18 października 1944 odbyło się w domu tego ostatniego spotkanie Rady Politycznej NSZ, podczas którego S. Nakoniecznikow został mianowany komendantem głównym NSZ-ZJ. Następnego dnia miał on wyjechać z Częstochowy. Po zakończeniu narady, kiedy w mieszkaniu zostali tylko S. Nakoniecznikow i kpt. W. Żaba, weszło do niego dwóch ludzi z Brygady Świętokrzyskiej (w tym prawdopodobnie Otmar Wawrzkowicz ps. „Oleś” – zarazem członek Rady Politycznej NSZ), którzy zabili S. Nakoniecznikowa i kpt. W. Żabę. Został on pochowany w Częstochowie, pod fałszywym nazwiskiem, w grobie rodzinnym Żabów.

## Kontrowersje dotyczące śmierci S. Nakoniecznikowa
Rada Polityczna NSZ wydała 24 października oświadczenie w sprawie jego śmierci, sugerując jednocześnie, że S. Nakoniecznikow zginął z rąk członka AK, bądź Polskiej Armii Ludowej. Po ujawnieniu prawdziwych okoliczności sprawy Rada Polityczna NSZ rozpowszechniła z kolei pogłoski, jakoby nawiązał on kontakt z Armią Ludową, chcąc podporządkować NSZ-ZJ komunistycznemu Polskiemu Komitetowi Wyzwolenia Narodowego i został zlikwidowany za zdradę. Do kampanii dezinformacji włączyła się także AL, która ogłosiła, że zlikwidował go jej wywiad.
W literaturze przedmiotu podawane są różne wersje dotyczące zabójstwa S. Nakoniecznikowa. Według relacji ppłk. NSZ Tadeusza Boguszewskiego, która została opublikowana w „Zeszytach do historii NSZ” t. III, S. Nakoniecznikow podczas powstania warszawskiego nawiązał kontakt z płk. Julianem Skokowskim, dowódcą połączonych sił AL, PAL i Korpusu Bezpieczeństwa w Warszawie. Po przybyciu do Częstochowy zamierzał on podpisać akt podporządkowania NSZ-ZJ tzw. rządowi lubelskiemu. Jest to wersja praktycznie nieprawdopodobna, gdyż, po pierwsze jej autora, tj. T. Boguszewskiego, nie było w ogóle w Częstochowie (po upadku powstania warszawskiego przebywał w niewoli niemieckiej), nie był więc bezpośrednim świadkiem wydarzeń, a po drugie radykalny (a w przypadku części niescalonej z AK wręcz obsesyjny) antykomunizm NSZ i czynne zwalczanie oddziałów Gwardii Ludowej/Armii Ludowej uniemożliwiałoby tego typu zachowanie. Według drugiej wersji wydarzeń Stanisław Nakoniecznikow zginął, ponieważ zamierzał na własną rękę podporządkować NSZ-ZJ Armii Krajowej. Ta wersja jest najbardziej prawdopodobna. Istnieje jeszcze trzecia wersja, według której członkowie Grupy Szańca wybrali taktykę współdziałania z okupacyjnymi władzami niemieckimi i dzięki temu wyprowadzenia na Zachód jak największej liczby żołnierzy NSZ-ZJ. Chcąc zrealizować ten pomysł, musieli zdecydować się na drastyczne rozwiązanie, czyli zabicie swojego komendanta, który był przeciwny współpracy z Niemcami. Istnieją także rozbieżności, kto zastrzelił S. Nakoniecznikowa. W niektórych opracowaniach panuje pogląd, że wykorzystano do tego Organizację Toma, na czele której stał Hubert Jura, przed rozłamem w NSZ dowódca Akcji Specjalnej w okręgu Kielce, a następcę oficer do zadań specjalnych Brygady Świętokrzyskiej, posiadający silne kontakty z Niemcami. Polecenie miał mu wydać Otmar Wawrzkowicz, który blisko z nim współpracował. W okresie śmierci S. Nakoniecznikowa Organizacja Toma miała swoją siedzibę właśnie w Częstochowie.
Jedyny obok zabójstwa Nakoniecznikowa znany przypadek mordu popełnionego przez członków polskiej organizacji podziemnej na własnym najwyższym przywódcy, to zabójstwo I sekretarza Polskiej Partii Robotniczej – Marcelego Nowotki. Według Władysława Gomułki dokonał go członek Sztabu Głównego GL Zygmunt Mołojec z polecenia swego brata – dowódcy GL Bolesława Mołojca. Po wewnętrznym dochodzeniu bojówka PPR zastrzeliła obu braci Mołojców. Przedstawioną przez Gomułkę wersję wydarzeń podaje w wątpliwość związany z Instytutem Pamięci Narodowej historyk Piotr Gontarczyk. Według niego zabójstwo Nowotki mogło być efektem albo wewnętrznych porachunków partyjnych, albo operacji niemieckich służb specjalnych. Nie wykluczył też możliwości, że była to akcja AK. Jeśli przyjąć hipotezę Gontarczyka, że Nowotkę zabili Niemcy lub AK, to NSZ-ZJ stanowiłoby jedyną organizacją podziemną, której najwyższy przywódca został zamordowany przez własnych podwładnych.

## Awanse
- kapral – luty 1919
- wachmistrz – październik 1919
- podchorąży – styczeń 1920
- podporucznik – 17 kwietnia 1921 w korpusie oficerów kawalerii
- porucznik – 15 lutego 1923 ze starszeństwem z dniem 1 lipca 1922 w korpusie oficerów kawalerii
- rotmistrz – 17 grudnia 1931 ze starszeństwem z dniem 1 stycznia 1932 i 12 lokatą w korpusie oficerów kawalerii
- major – 19 marca 1939
- podpułkownik NSZ – 1943
- pułkownik NSZ – 22 kwietnia 1944

## Ordery i odznaczenia
- Krzyż Srebrny Orderu Wojskowego Virtuti Militari nr 2106 (1921)[8][9]
- Krzyż Walecznych[10]
- Srebrny Krzyż Zasługi (10 listopada 1928)[11]

## Upamiętnienie
Został upamiętniony symboliczną inskrypcją (podobnie jak Przemysław Nakoniecznikow-Klukowski), na grobowcu rodzinnym na cmentarzu Powązkowskim w Warszawie, gdzie został pochowany Bronisław Nakoniecznikow-Klukowski.